# Poritia niasina
Poritia niasina är en fjärilsart som beskrevs av Hans Fruhstorfer 1898. Poritia niasina ingår i släktet Poritia och familjen juvelvingar. Inga underarter finns listade i Catalogue of Life.